# Coleoxestia fasciola
Coleoxestia fasciola är en skalbaggsart som beskrevs av Martins och Monné 2005. Coleoxestia fasciola ingår i släktet Coleoxestia och familjen långhorningar. Inga underarter finns listade i Catalogue of Life.